# Pigeage

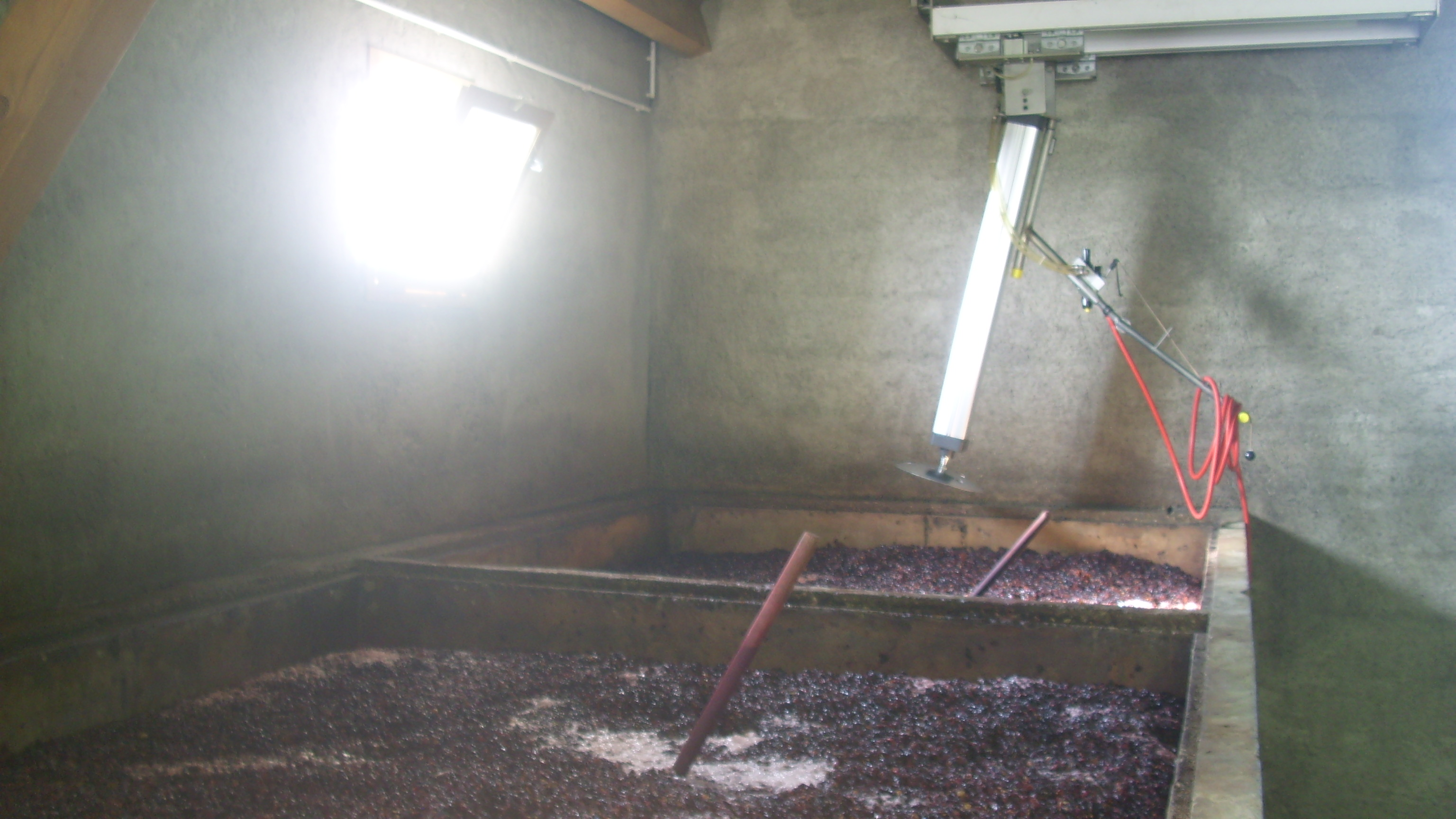
Pigeur pour pigeage au-dessus d'une cuve pleine.

Le pigeage est une technique de vinification qui consiste à enfoncer le chapeau de marc en surface dans la partie liquide du moût en fermentation. Cette opération se pratique lors de la cuvaison pour favoriser la macération, et/ou pour empêcher une piqûre acétique.
C'est une méthode traditionnellement utilisée en Bourgogne et dans les Côtes du Rhône.

## Utilité

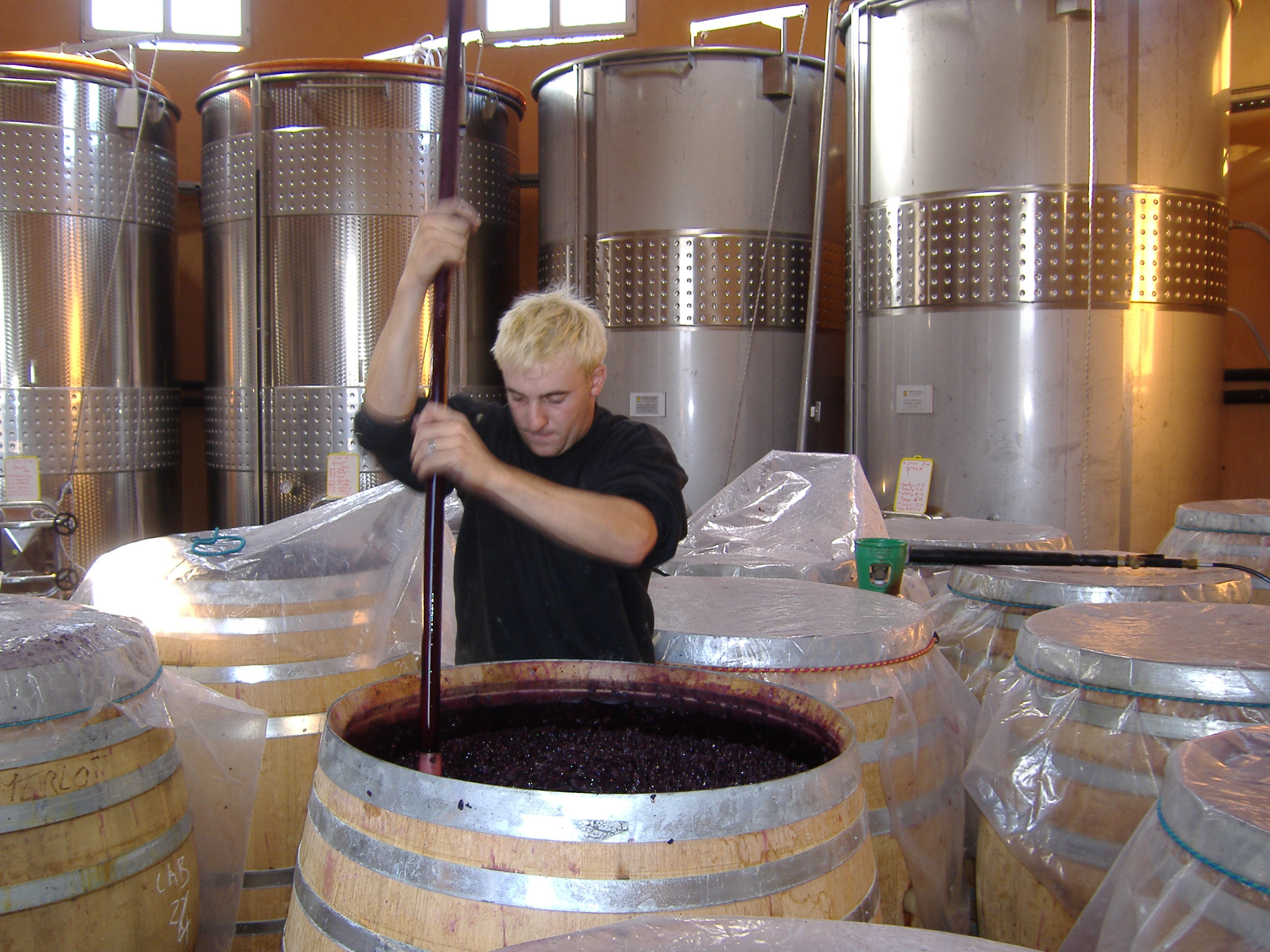
Pigeage dans la barrique de fermentation.

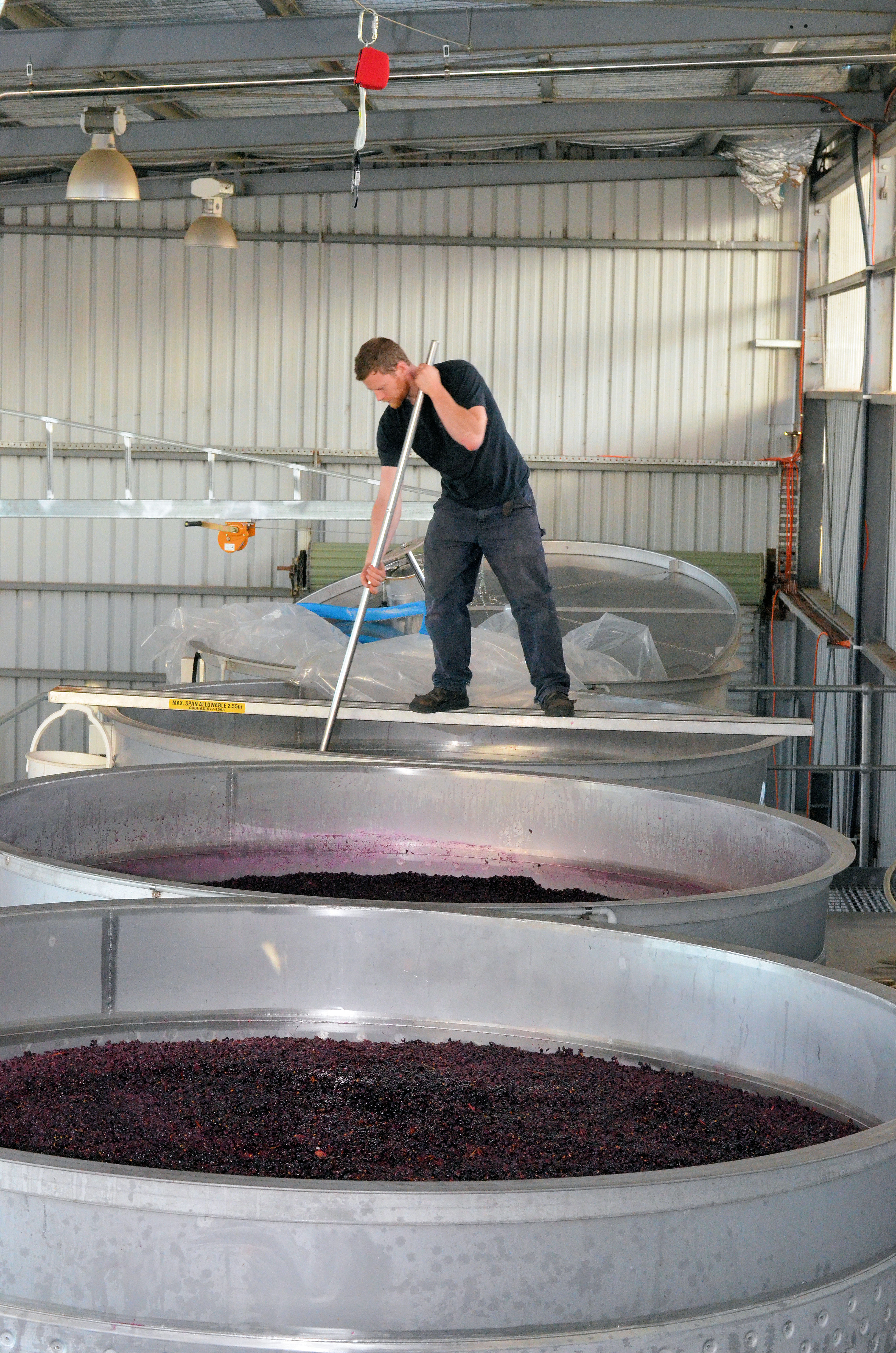
Pigeage de la vendange dans cuve inox.

### Macération
Le pigeage peut servir à l'extraction des composés polyphénoliques recherchés durant la cuvaison. Celle-ci est l'étape pendant laquelle on laisse les peaux de raisin (le marc) macérer dans le moût. Cette opération permet de faire bénéficier le vin des tanins (polyphénols) et couleurs (anthocyanes) apportés par la peau. Ce phénomène est amplifié par le pigeage qui remet en contact les peaux avec le moût, favorisant l'extraction. L'action mécanique sur les pellicules entraîne la déstructuration des cellules et favorise également l'extraction.

### Protection contre la piqûre acétique
En remettant le marc au contact du moût, l'humidification permet d'évacuer l’oxygène et donc d'éviter le développement de bactéries acétiques (métabolisme aérobie).

## Méthode
C'est une opération unitaire spécifique à la vinification en rouge et en rosé de saignée qui consiste à enfoncer le chapeau de marc dans le jus en fermentation tout en l’émiettant pour favoriser la diffusion des composés phénoliques et des arômes contenus dans la pellicule des raisins.
Les pigeages se font généralement pendant la période de fermentation, avec une fréquence plus ou moins régulière. La fréquence est de quelques fois par semaine à plusieurs fois par jour. Pour la durée, un étalement dans le temps plus ou moins long peut être décidé : au début, au milieu et/ou à la fin de la fermentation.
La composition phénolique de base de la vendange (caractérisé par le cépage, le millésime et la région) oriente le choix dans la fréquence et la période des pigeages. Plus la quantité de polyphénols contenus dans les raisins est élevée, moins il peut être nécessaire de les extraire, et donc de piger.

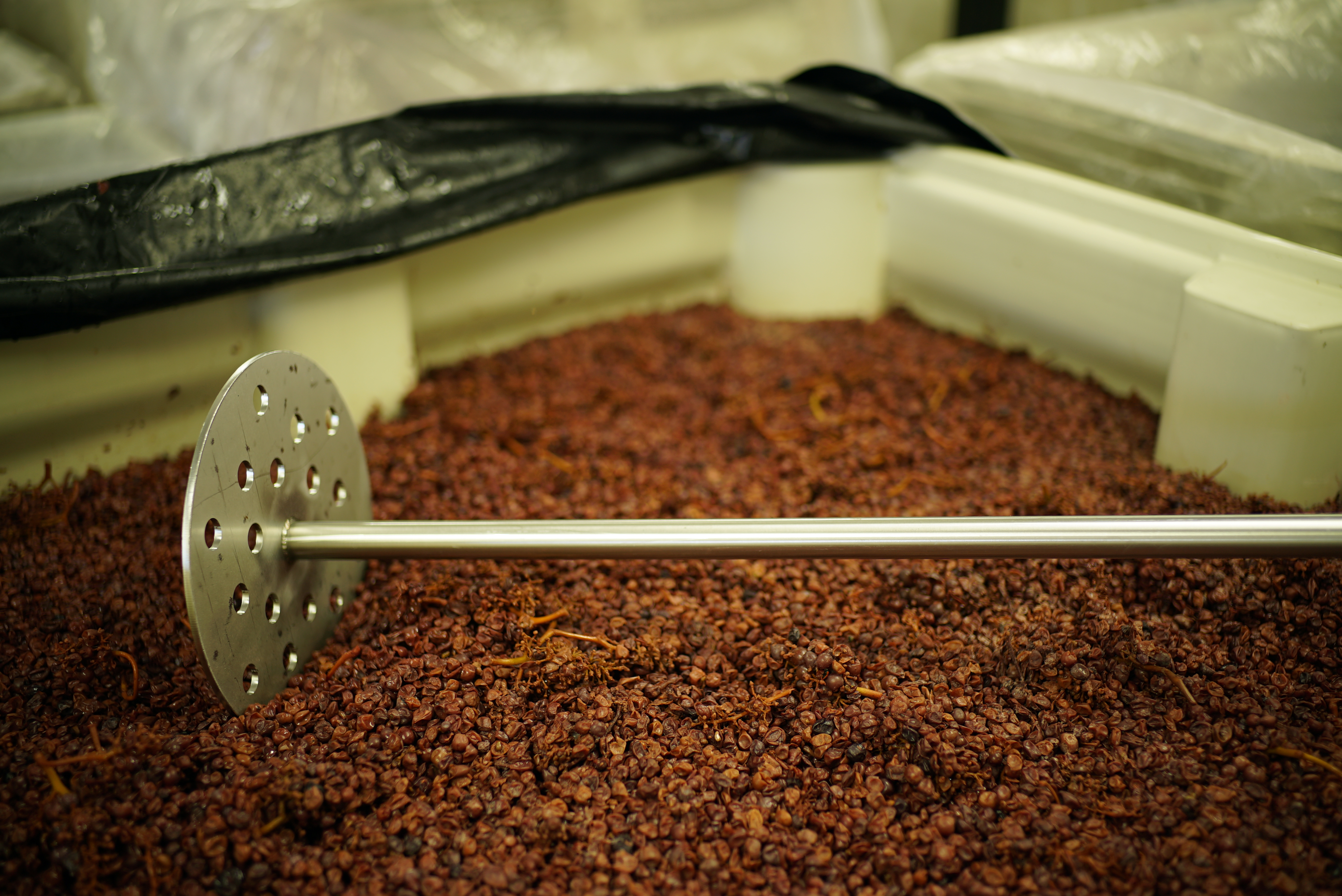
Pigeou posé sur le chapeau de marc.

## Matériel
Un pigeou, bâton muni d'une coupole ou de griffes, permet d'enfoncer manuellement le chapeau de marc.
La généralisation de cuves de grande capacité a induit l'invention de dispositifs mécaniques, eux-mêmes complétés par un contrôle électronique permettant une régulation des pigeages.